# Barbara Crampton
Pour les articles homonymes, voir Crampton.
Barbara Crampton, née le 27 décembre 1958, est une actrice américaine principalement connue pour ses rôles dans les films de Stuart Gordon Re-Animator et From Beyond.

## Biographie
Après avoir débuté au théâtre, elle se fait connaître en 1986 avec le rôle de Meg dans Re-Animator. Elle tourne plusieurs films dans le genre fantastique (From Beyond, Puppet Master ).
On la voit dans des téléfilms érotiques comme Sex attraction  de Jim Wynorski en 2001.
Elle tourne en parallèle à la télévision dans plusieurs soap-opéras, parmi lesquels Amour, Gloire et Beauté  et Les Feux de l'amour.
En 2011, elle tourne dans le film d'horreur You're Next, puis apparaît dans le film de Rob Zombie The Lords of Salem (2012).

## Filmographie

### Cinéma
- 1984 : Body Double : Carol
- 1985 : Vacances de folie : Chrissie
- 1985 : Re-Animator : Meghan Halsey
- 1986 : Shopping (Chopping Mall) de Jim Wynorski : Suzie Lynn
- 1986 : Aux portes de l'au-delà : Dr Katherine McMichaels
- 1987 : Kidnapping  (Kidnapped) : Bonnie
- 1988 : Pulse Pounders : Said Brady
- 1989 : Puppet Master : femme du carnaval
- 1991 : Futur Cop 2 : Sadie Brady
- 1993 : Robot Wars (en) : Leda Fanning
- 1995 : Castle Freak : Susan Reilly
- 1996 : Space Truckers : Carol
- 1998 : The Godson (en), de Bob Hoge : Goldy
- 1999 : Chasse à l'homme (Cold Harvest) : Christine Chaney
- 2000 : Learning to Surf : rôle sans nom
- 2001 : Sex Attraction : Nicole Garrett
- 2004 : The Sisterhood : Madame Masters
- 2006 : Read You Like a Book : Zoe
- 2008 : Never Enough: Sex, Money and Parking Garages in San Francisco : Dr Gladmore
- 2011 : You're Next : Aubrey
- 2012 : The Lords of Salem : Virginia Cable
- 2012 : The Evil Clergyman : Madame Brady
- 2013 : The Cartridge Family : Maman  (court-métrage)
- 2013 : Paisley : Christine   (court-métrage)
- 2014 : The Last Survivors : Grace
- 2014 : We Are Still Here : Anne Sacchetti
- 2015 : Sun Choke : Irma
- 2015 : Tales of Halloween : La sorcière
- 2015 : Road Games : Mary
- 2015 : The Divine Tragedies : La mère
- 2016 : Little Sister (en) : La mère du révérend
- 2016 : Beyond the gates : Evelyn
- 2016 : The Dangers of Having a Chainsaw for a Hand (court-métrage) tiré de Ashes vs.Evil Dead :  Evelyn
- 2016 : Day of reckoning : Stella
- 2016 : Beyond the gates VHS Board game commercial (court-métrage) : Evelyn
- 2017 : Replace : Dr Rafaela Crober
- 2017 : Death House : Docteur Karen Redmane
- 2017 : Dead Night : Leslie Bison
- 2017 : House Mother (court-métrage) : Demetria Clemm
- 2018 : Puppet Master: The Littlest Reich : Officer Carol Doreski
- 2018 : Reborn (en) : Lena O'Neill
- 2019 : Stay out stay alive : Ranger Susanna
- 2019 : Deathcember : The woman
- 2020 : Run Hide Fight : Mrs Crawford
- 2020 : Stay Home (court-métrage) : Barbara
- 2020 : Sacrifice :  Renate Nygarde
- 2021 : Jacob's wife : Anne Fedder
- 2021 : King Knight : Ruth
- 2021 : Superhost : Vera
- 2021 : Alone with you :  Mom
- 2023 : Onyx the Fortuitous and the Talisman of Souls : Nancy
- 2023 : Suitable Flesh : Dr Daniella Upton
- 2023 : Blackout : Kate
- 2023 : Last Stop : Yuma County (The Last Stop in Yuma County) de Francis Galluppi : Virginia
- 2024 : Cursed in Baja : rôle sans nom
- 2024 : Little bites : Sonya Whitfield
- 2024 : Roger is a serial killer (court-métrage) : Carol
- 2024 : Snow Valley : Ellen

### Télévision

#### Séries télévisées
- 1983-1984 : Des jours et des vies : Trista Evans (83 épisodes)
- 1984 : Santa Barbara : Paula (épisode 16)
- 1984 : Rituals : : Sandy Hutchison (épisode pilote)
- 1985 : Hôtel : Stacy (saison 2, épisode 24)
- 1987 : Ohara : : Teri (saison 1, épisode 5)
- 1987-2023 : Les Feux de l'amour : Leanna Love  (185 épisodes)
- 1993 : Guerres privées : Michele Connolly (saison 2, épisode 13)
- 1993-1995 : Haine et Passion : Mindy Lewis (38 épisodes)
- 1995-1998 : Amour, Gloire et Beauté : Maggie Forrester (287 épisodes)
- 1997 : Une nounou d'enfer : elle-même (saison 4, épisode 24)
- 1998 : La Vie à cinq : femme du magasin (saison 5, épisode 7)
- 2001 : Spyder Games : Dr Leslie Bogan (5 épisodes)
- 2018 : Channel Zero : Vanessa Moss (saison 4, épisodes 1 à 3)
- 2019 : Into the Dark : Betty (saison 1, épisode 10)
- 2021 : Creepshow : Victoria Smoot (saison 2, épisode 4)
- 2022 : Dota : Dragon's blood (épisode The Hyacinth Girl) : voix
- 2023 : Ollie and Scoops (épisode A Night at Claudia's) : voix

#### Téléfilms
- 1984 : Love Thy Neighbor (en): Carol
- 1986 : Le Prince de Bel Air : Anne White
- 2001 : Le Feu qui venait du ciel : Maire Sylvia Scott

### Jeux vidéo
- 2021 : Back 4 Blood (voix)
- 2024 : The Texas Chain Saw Massacre : Virginia (voix et visage)